# Pteroidichthys
Pteroidichthys is een geslacht van straalvinnige vissen uit de familie van schorpioenvissen (Scorpaenidae).

## Soorten
- Pteroidichthys amboinensis Bleeker, 1856
- Pteroidichthys godfreyi (Whitley, 1954)